# Stelis ringens
Stelis ringens är en orkidéart som beskrevs av Rudolf Schlechter. Stelis ringens ingår i släktet Stelis och familjen orkidéer. Inga underarter finns listade i Catalogue of Life.